# Gamla stan, Falkenberg
Gamla stan, söder om Falkenbergs nuvarande centrum, är den äldsta delen av Falkenberg, där mycket av den gamla karaktären, med både trähus och korsvirkeshus, finns kvar.

## Sevärdheter
- Sankt Laurentii kyrka
- Törngrens krukmakeri
- Falkenbergs museum
- Falkenbergs Hembygdsmuseum